# 3962 Валяєв
3962 Валяєв (3962 Valyaev) — астероїд головного поясу, відкритий 8 лютого 1967 року.
Тіссеранів параметр щодо Юпітера — 3,181.